# Thyretes misa
Thyretes misa là một loài bướm đêm thuộc phân họ Arctiinae, họ Erebidae.